# Kamdesh (distrikt)
Kamdesh är ett distrikt i Afghanistan. Det ligger i provinsen Nurestan, i den nordöstra delen av landet, 220 kilometer nordost om huvudstaden Kabul. Administrativ huvudort är Kamdesh.
Distriktet beräknades år 2022 ha cirka 30 000 invånare.